# Gericht Crainfeld

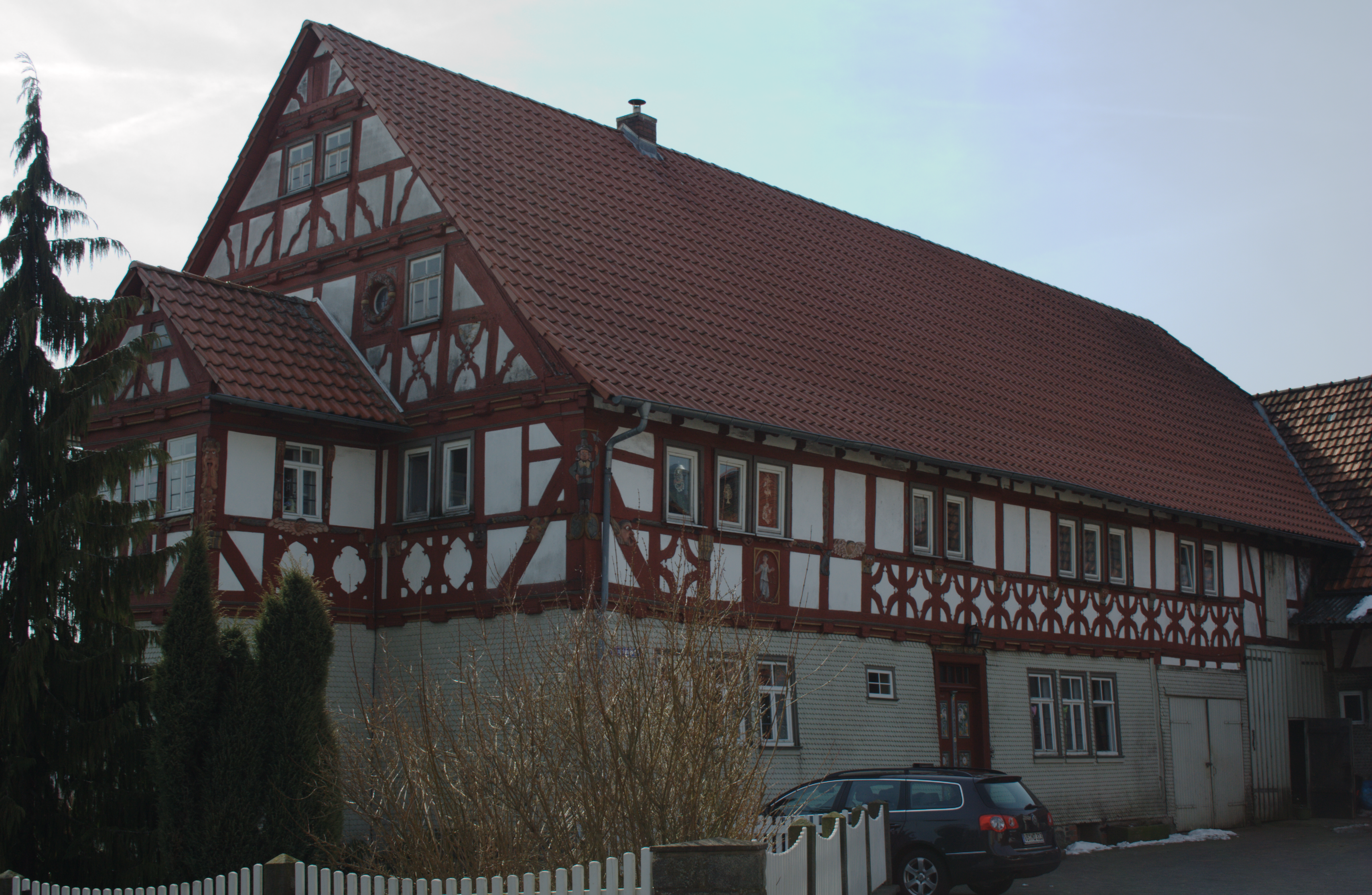
Der Edelhof in Crainfeld war Wohn- und Amtshaus der Oberschultheißen des Gerichts Crainfeld (erbaut 1685)

Das Gericht Crainfeld war eine Verwaltungseinheit und ein Gerichtsbezirk im Mittelalter und in der frühen Neuzeit in der Grafschaft Nidda, später der Landgrafschaft Hessen und schließlich der Landgrafschaft Hessen-Darmstadt und dem Großherzogtum Hessen. Das 1821 aufgelöste Gericht umfasste die Ortschaften Crainfeld (als Sitz des Gerichtes), Grebenhain, Bermuthshain und Ilbeshausen sowie die (späteren) Wüstungen Arnspurg, Hirschrod, Kuhlhain und Schershain. Das Gebiet des Gerichts gehört heute zur Gemeinde Grebenhain.

## Geschichte
Der erste Hinweis auf das Gericht Crainfeld findet sich in dem am 3. Februar 1311 geschlossenen Ehekontrakt zwischen Graf Johann I. von Ziegenhain und Lukardis von Nidda. Lehnsherr war das Kloster Fulda. Am 30. November 1332 verpfändete Abt Heinrich VI. Stadt und Burg Herbstein und die Gerichte Crainfeld und Burkhards für 800 Pfund Heller an Johann von Fischborn. Aus den folgenden Jahrzehnten sind weitere Verpfändungen des Gerichts oder von Anteilen daran durch die Fuldaer Äbte belegt, eine Folge der hohen Verschuldung der Reichsabtei im Spätmittelalter.
Abt Friedrich I. verpfändete 1387 eine Hälfte der Gerichte Crainfeld und Burkhards sowie Burg und Stadt Herbstein an Albrecht und Heinrich von Merlau. Sein Nachfolger Johann I. gab 1407 die gleichen Besitzungen als Pfand an Heinrich von Merlau. 1445 verpfändete Abt Hermann II. diese zusammen mit zwei Dritteln am Zoll zu Berstadt für zehn Jahre an Hermann II. Riedesel zu Eisenbach zu Eisenbach. 1491 ist eine Verpfändung an die Brüder Walter, Philipp, Daniel und Ludwig von Fischborn durch Abt Johann II. belegt.
1498 verkaufte Abt Johann II. das von ihm wiederholt verpfändete Drittel von Herbstein und der Gerichte Crainfeld und Burkhards an Landgraf Wilhelm III. von Hessen. Die Oberlehnsherrschaft der Abtei Fulda über das Gericht Crainfeld, wie auch über die gesamte Grafschaft Nidda, blieb zwar formal bestehen, die tatsächliche Herrschaft wurde zu Beginn des 16. Jahrhunderts aber schon längst von den Landgrafen von Hessen ausgeübt: Bereits 1437 hatte Johann II., der letzte Graf von Ziegenhain und Nidda, seine Besitzungen (und damit auch das Gericht Crainfeld) dem Landgrafen Ludwig I. zu Lehen aufgetragen, und mit seinem Tod am 14. Februar 1450 waren beide Grafschaften und damit auch das Gericht Crainfeld endgültig an Hessen gefallen.
Das älteste erhaltene Weistum mit einer Grenzbeschreibung des Gerichts datiert aus dem Jahr 1556. Bei der Teilung Hessens nach dem Tod des Landgrafen Philipp I. 1567 kam das Gericht Crainfeld an Hessen-Marburg, 1604 dann an Hessen-Darmstadt, wo es zum Amt Nidda gehörte. Ab 1787 wurden die benachbarten Gerichte Crainfeld und Burkhards gemeinsam von einem Amtmann, Gerichtsschultheiß und Gerichtsschreiber verwaltet, der seinen Sitz im Jagdschloss Zwiefalten bei Eichelsachsen hatte.
Durch die Verwaltungsreformen im Großherzogtum Hessen vom 14. Juli 1821, die auch zur Trennung von Verwaltung und Gerichtsbarkeit führten, wurde das Gericht Crainfeld schließlich aufgehoben. Die Gemeinden Crainfeld, Grebenhain und Bermuthshain wurden in den Landratsbezirk Schotten eingegliedert, Ilbeshausen in den Landratsbezirk Herbstein. Die ordentliche Gerichtsbarkeit wurde für die drei erstgenannten Gemeinden fortan durch das Landgericht Schotten wahrgenommen, für Ilbeshausen durch das Landgericht Altenschlirf.

## Gericht

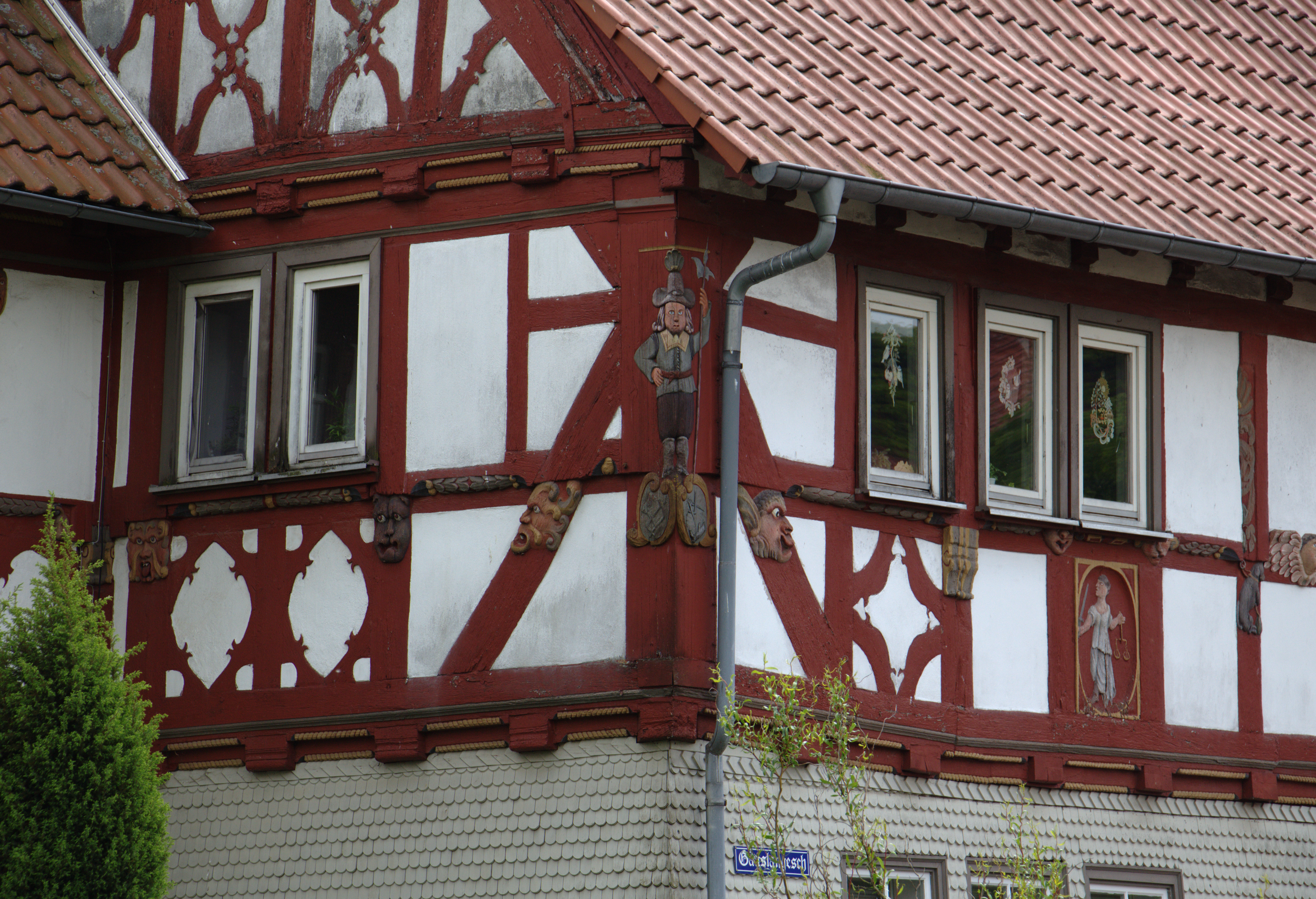
Darstellung der Justitita (rechts) am Fachwerk des Edelhofs als Hinweis auf das frühere Gericht

Die Gerichtsversammlungen fanden traditionell immer am dritten Pfingsttag auf dem Gerichtsplatz in Crainfeld unter zwei Gerichtslinden statt. Das Gericht wurde daher auch als Pfingst-Gericht bezeichnet. Der Gerichtsplatz befand sich am damaligen nördlichen Ortsende und wird heute noch durch eine innerörtliche Wegkreuzung und zwei jüngere Linden markiert. An ihn erinnert außerdem noch der Crainfelder Straßenname An der Cent (→ Zentgericht). Eine etwas tiefere Stelle hatte den Namen Schöpffenkaut. Hier waren Sitze in den Rasen geschlagen, wo sich die Gerichtsschöffen zur Beratung zurückziehen konnten.
Im Jahr 1746 ließ der Licentiat der Rechte Johann Konrad Hallwachs aus Gießen sich von dem damaligen Crainfelder Oberschultheißen Johann Peter Rübsamen den Ablauf einer Gerichtsversammlung genau schildern. Er nahm diesen unter dem Titel Gerichts-Einhegung und Weißthum zu Crainfeld in sein Werk De Centana Illimitata auf. Wiedergegeben ist er auch in dem 1753 von Johann August Hellfeld in Jena veröffentlichten Repertorium Reale Practicum Iuris Privati Imperii Romano-Germanici.
Die erste namentliche Erwähnung von Gerichtspersonen findet sich in einer am 3. Juli 1396 ausgestellten Urkunde der Kirche zu Crainfeld. Hierin wird ein Heincze czingrebe (→ Zentgraf) genannt. Lückenlos bekannt sind die Crainfelder Oberschultheißen seit dem 16. Jahrhundert. Ihr Wohn- und Amtshaus war als erbliches Lehen der Edelhof in der Ortsmitte gegenüber der Crainfelder Pfarrkirche.